# Castello dell'Imperatore
Castello dell'Imperatore er en borg i Prato i Toscana, Italien. Der blev bygget på fæstningen mellem 1237 og 1247 af Riccardo da Lentini til den tyskromerske kejser Frederik 2. oven på en tidligere fæstning, hvoraf to tårne fortsat eksisterer. Da Frederik 2. døde blev byggeriet stoppet, og de indre dele af borgen blev derfor aldrig færdiggjort. Fæstningen fremstår derfor udelukkende som en mure med tårne og krenelering.
Under det fascistiske styre i landet blev murene delvist ødelagt. Arbejdet med at rekonstruere borgen er i gang. Fæstningen er åben for offentligheden, og det er muligt at komme op i det ene tårn.